# IC 4598
IC 4598 — галактика типу Sbc (компактна витягнута спіральна галактика) у сузір'ї Скорпіон.
Цей об'єкт міститься в оригінальній редакції індексного каталогу.